# Torma István (színművész)
Torma István (Budapest, 1932. március 23. –) magyar színész, koreográfus.

## Életpályája
„Eredetileg koreográfusnak készültem. A Színművészeti Főiskola elvégzése után hosszú ideig hivatásos táncos voltam és a Duna Művészegyüttessel külföldön is jártam. Tagja voltam a Pamtomim 58 együttesnek, és ott mozgásművészet terén rengeteget tanultam. Később Kaposvárott koreográfus és színész voltam, játszottam a budapesti Petőfi Színházban, Szolnokon, Veszprémben sok énekes táncos szerepet operettekben, zenés vígjátékokban. De prózai szerepeimben is mindig igen nagy hasznát láttam a tánckészségemnek.”

1955-ben táncpedagógusként végzett a Színház- és Filmművészeti Főiskolán. A kaposvári Csiky Gergely Színházban és Szolnokon még főleg koreográfusi és táncos feladatokat kapott. Színészi pályáját 1958-től a budapesti Petőfi Színházban kezdte, és pantomimesként fellépett az Irodalmi Színpadon is. 1960-tól 1971-ig az Állami Déryné Színház tagja volt, közben 1961-től egy évadot a Veszprémi Petőfi Színházban töltött. 1971-től a kecskeméti Katona József Színházban szerepelt. 1978-tól a Népszínház művésze volt, 1981-től szabadúszóként dolgozott. Nyugdíjas színészként játszott a Ruttkai Éva Színházban és a Budapesti Kamaraszínházban is.

## Fontosabb színházi szerepei

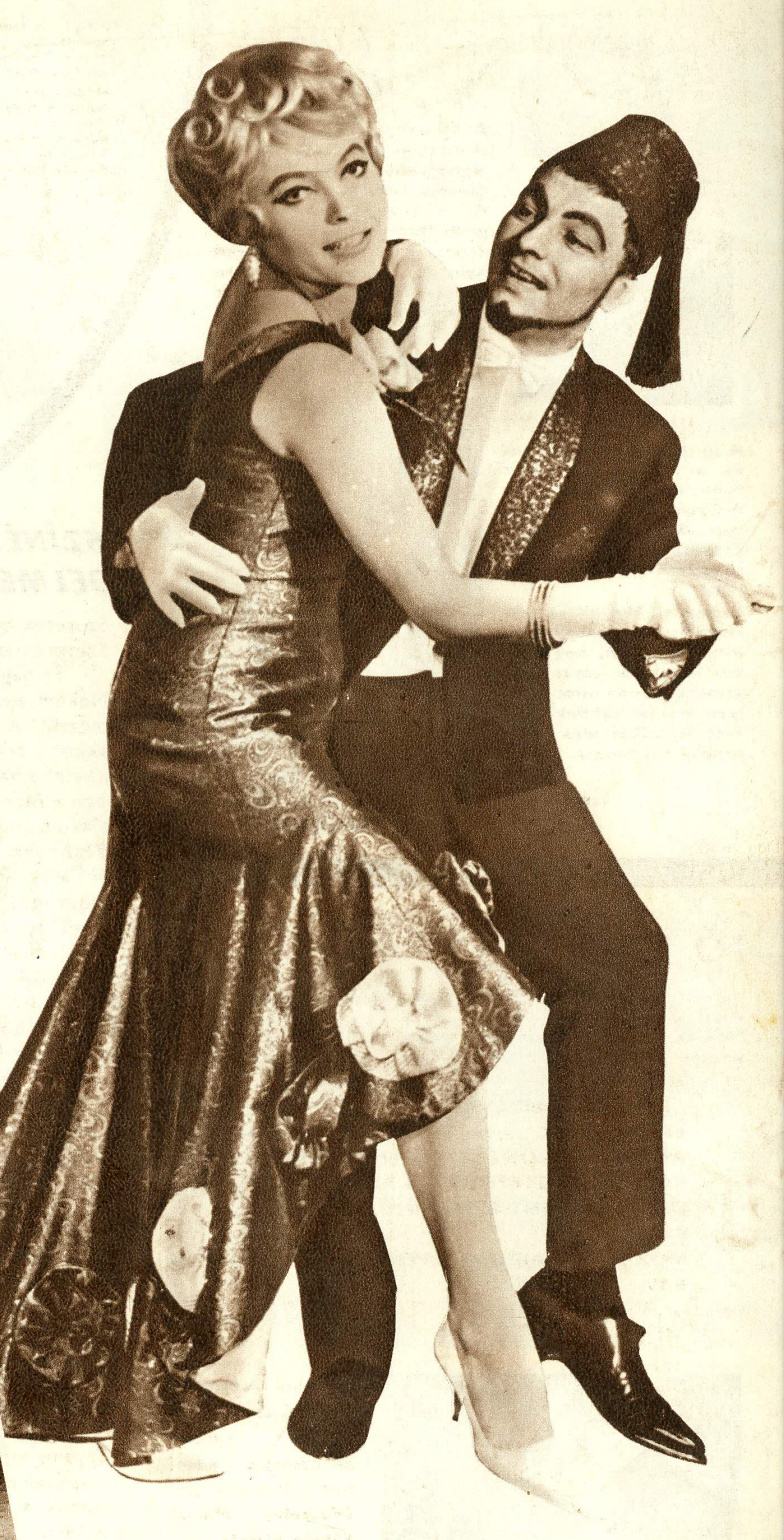
Cseh Viktória és Torma István a Bál a Savoyban című előadásban (Állami Déryné Színház)

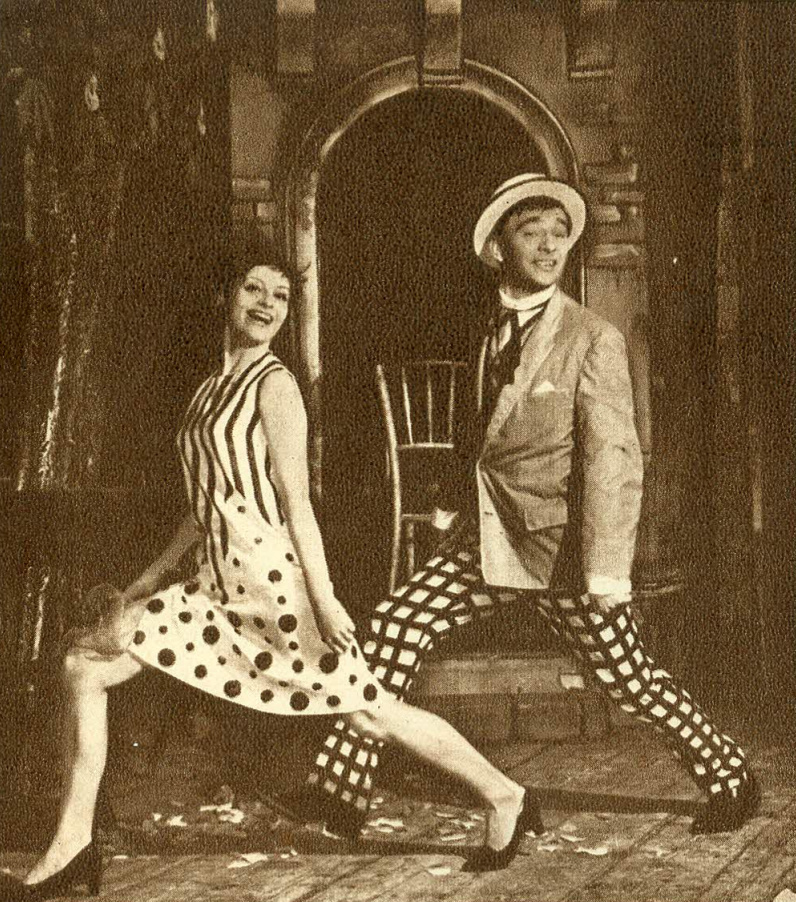
Jablonkay Mária és Torma István jelenete az Állami Déryné Színház Csókos asszony című előadásában

- William Shakespeare: Rómeó és Júlia... Montague
- William Shakespeare: Hamlet, dán királyfi... Osrick, piperkőc udvaronc
- William Shakespeare: Troilus és Cressida... Helenus
- William Shakespeare: Téli rege... Nemes
- Jules Verne – Komlós Róbert: Sándor Mátyás... Pascade, volt artista
- Stendhal: Vörös és fekete... A fekete szeminarista
- Valentyin Petrovics Katajev: Kisorsolt menyasszony... Viktor
- Csingiz Ajtmatov: A versenyló halála... A Ló
- Arthur Miller: Pillantás a hídról... Louis
- Jaroslav Hašek: Svejk a hátországban... Foglár; 3. orvos; Kiélt ifjú
- Marc Camoletti: Leszállás Párizsban... Bernard
- Ranko Marinković: Glória... Tony
- Jovan Hristić: Savonarola és barátai... Hírnök
- Heinz Kahlau: A király és a halászleány... Fityisz
- Victor Eftimiu: A csavargó... George
- Vlagyimir Dihovicsnij – Nyikitin Bogoszlovszkij: Nászutazás... Péter
- Sopsits Árpád – Fjodor Mihajlovics Dosztojevszkij: Bűn és bűnhődés a rácsok mögött... Pedro (Anya)
- Szigligeti Ede: Liliomfi... Adolf
- Szigligeti Ede: A mama... Ormi Béla
- Jókai Mór: A kőszívű ember fiai... Gálfalvy
- Molnár Ferenc: Delila... Berényi
- Molnár Ferenc: A Pál utcai fiúk... Csele; Orvos
- Bíró Lajos: Sárga liliom... Géza; Hessen Frigyes báró, hadnagy
- Illyés Gyula: Tűvé-tevők... Második vőfély
- Illyés Gyula: Bolhabál... Segédtiszt
- Németh László: VII. Gergely... Egy bíbornok
- Illés Endre: Türelmetlen szeretők... Ápoló
- Tamási Áron: Búbos vitéz... Hemót, óriás palotaőr
- Kertész Imre: Bekopog a szerelem... Öcsi; Feri
- Tabi László – Szigligeti Ede: Párizsi vendég... Hugolini, gróf; Bandi, Koltai inasa
- Mesterházi Lajos: A tizenegyedik parancsolat... Feri
- Kocsis István: Tárlat az utcán... Bíró
- Kiss Csaba: Tahiti... A halál
- Kövesdi Nagy Lajos: Ellopták a vőlegényem... Kozma, érettségiző diák, később maszek
- Bágyoni Attila: Tojástánc... Felebarát
- Gáspár Margit: Égiháború... II. ördög
- Baróti Géza – Dékány András: Dankó Pista... Cibere
- Baróti Géza – Eisemann Mihály: Bástyasétány 77... Rudi
- Lyman Frank Baum: Óz, a nagy varázsló... Toto, kutya
- Pancso Pancsev: Medveölő... Guncso
- Grimm fivérek: Hamupipőke... XIII. Alfréd, a félig bölcs király
- Johann Strauss: A denevér... Frank, fogházigazgató
- Jacques Offenbach: A gerolsteini nagyhercegnő... Chasse tánctanár
- Kálmán Imre: Cigányprímás... 36. Paul, Bohémia királya
- Lehár Ferenc: Luxemburg grófja... Törvényszéki elnök
- Jacobi Viktor: Sybill... Poire
- Jacobi Viktor: Leányvásár... Fritz, Rottenberg fia
- Zerkovitz Béla: Csókos asszony... Ibolya Ede
- Ábrahám Pál: Bál a Savoyban... Musztafa bey
- Huszka Jenő: Gül Baba... Mujkó, muzsikás cigány
- Mesék az emberről (Pantomim 58)... mimus szereplő

## Koreográfiáiból
- Lehár Ferenc: A mosoly országa (Kaposvári Csiky Gergely Színház, 1957)
- Kertész Imre: Bekopog a szerelem (Veszprémi Petőfi Színház, 1961)

## Filmek, tv
- Májusi dal (1959)
- Egy csirkefogó ügyében (1960)... Henry, Cavanagh fia
- A kőszívű ember fiai (1965)
- Sikátor (1967)
- Fényes szelek (1969)
- Pokolrév (1969)
- Bors (televíziós sorozat)

- Camarada Matteó című rész (1972)
- A dunai hajós (1974)
- Shakespeare: Troilus és Cressida (színházi előadás tv-felvétele, 1974)
- Egy óra múlva itt vagyok…

- A kelepce című rész (1975)... Honvéd
- Robog az úthenger (sorozat)

- Balatoni betyárok című rész (1977)
- Szomszédok (sorozat)

- 168. rész (1993) ... orvos
- Bűn és bűnhődés a rácsok mögött (színházi előadás tv-felvétele, 2001)